# Историја руске анимације
Историја руске анимације односи се на историјат визуелне уметничке форма коју коју креаирају руски аниматори и њихови сарадници. Како је већина руске продукције анимације за биоскоп и телевизију настала у совјетско време, може се донекле назвати и историјом совјетске анимације. Руска анимација је готово неистражена област у филмској теорији и историји ван Русије.

## Почеци
Први руски аниматор био је Александар Ширјајев, главни балетски играч и кореограф Маријинског театра, који је између 1906. и 1909. снимио бројне пионирске стоп мотион и традиционално анимиране филмове. Саградио је импровизовани студио у свом стану где је пажљиво реконструисао различите балете — прво правећи хиљаде скица, а затим их постављајући ручно прављеним луткама; снимао их је користећи 17,5 mm Биокам камеру, кадар по кадар. Ширјајев није био много заинтересован за анимацију као уметничку форму, већ је гледао на њу као на инструмент за проучавање људске пластике. Они су углавном заборављени током совјетског периода, помињу се само у мемоарима његових ученика. Године 1995. поново их је открио историчар балета Виктор Бочаров који се дочепао архиве Ширјајева и 2003. објавио документарац Закаснеле премијере са фрагментима различитих филмова. Сви су касније рестаурирани и дигитализовани уз помоћ Порденоне Фестивала немог филма и Аардман Аниматионс.
Друга особа која је самостално открила анимацију био је Владислав Старевич. Као школовани биолог, почео је да прави анимације са балзамованим инсектима у едукативне сврхе, али је убрзо схватио могућности овог медија и касније је постао један од неприкосновених мајстора стоп моушна. Његових првих неколико филмова, снимљених 1910. године, биле су мрачне комедије о породичним животима бубашваба, и били су толико револуционарни да су му донели одликовање Николаја II из Русије. Продуцирао је низ других популарних анимираних филмова са инсектима у студију Александра Ханжонкова, где је такође радио као сниматељ и режисер филмова уживо, понекад комбинујући живу акцију са стоп мотион анимацијом, као у Ноћ пре Божића и Страшна освета (обојица из 1913). Старевич је напустио Русију након Октобарске револуције и дуги низ година индустрија анимације је била парализована.

## После револуције
У првим годинама након Октобарске револуције, руска анимација је остала неразвијена у поређењу са биоскопом или позориштем. Агитпроп анимирани краткометражни анимирани филм Данас из 1923. у режији Џиге Вертова и анимираног Ивана Бељајева постао је пионирско дело, а пратили су га други филмови (у то време су се звали равне марионете) у стилу редакцијских карикатура који су сатирирали буржоазију, цркву и западне земље, цртали и анимирано на скициран начин; међу њима су били филмови и скечеви Ветрова и Александра Бушкина за Совкино, као што су Совјетске играчке, Хумореске и епизоде Кино-Правде.
Године 1924., Мезхрабпом Рус је објавио од стране критичара хваљену Интерпланетарну револуцију. Године 1925. уследила је Кина у пламену коју је подржавала влада коју је направио исти тим заједно са Иваном Иванов-Ваном, Владимиром Сутејевим и сестрама Брумберг. Са  искориштених 1000 метара филмске траке и 14 кадрова у секунди, трајао је више од 50 минута у то време, што га је учинило првим совјетским анимираним играним филмом и једним од првих у свету. 
Током касних 1920-их, индустрија је почела да се удаљава од агитације. 1927. Меркулов, Иванов-Вано и Данил Черкес режирали су први совјетски цртани филм намењен деци — Senka the African према бајци у стиховима Корнеја Чуковског. Направљен у Мезхрабпом-Рус, комбиновао је традиционалну анимацију и неке акционе сцене уживо.  Исте године Иванов-Вано и Черкес су радили на The Skating Rink, још један руком нацртан кратки филм који је карактерисао препознатљив уметнички стил (беле линије на црној позадини). Написали су је и режирали Јуриј Жељабужски и Николај Бартрам, оснивач Московског музеја играчака, који су такође продуцирали Болвашкине авантуре које су комбиновале живу акцију и кадар-по-кадар анимацију у причи о дрвеном дечаку налик Пинокију. Идеја је проширена на духовног наследника — Братишкинове авантуре, прву совјетску анимирану серију коју су између 1928. и 1931. године креирали Јуриј Меркулов и Александар Птушко у Мосфилму.
Године 1928., Николај Ходатајев, његова сестра Олга Ходатајева и сестре Брумберг произвели су руком цртани анимирани кратки The Samoyed Boy стилизована као традиционална ненечка уметност која је пратила драматичан наратив и користила иновативну технику штампе на танком целулоиду. Исте године режирала је Марија Бендерскаја 24-минутни стоп мотион филм Авантуре малог Кинеза и могао би се сматрати повратком на традицију Ладислава Старевича.
Пост Михаила Цехановског (1929) био је и повратак традицијама конструктивизма и велики корак напред: успешно се извозио и нашироко приказивао широм света, док је у СССР-у променио перцепцију анимације као уметности. форму. Такође је постао први колоризовани совјетски анимирани филм и један од првих који је добио музичку партитуру и глас Даниила Хармса. Михаил и његова супруга Вера Цехановскаја водили су студио за анимацију на Ленфилму где је током 1930-их настао низ препознатљивих ручно цртаних и стоп мотион филмова, укључујући много хваљеног Dzhyabzha (1938) Мстислав Пашченко. Тим је активно применио боју користећи оригинални процес преноса боје који су измислили стручњаци Ленфилма, слично Техниколору.
Године 1933. пар је сарађивао са Дмитријем Шостаковичем и Александром Введенским на првом традиционално анимираном совјетском играном филму — Прича о свештенику и његовом раднику Балди, сатиричној опери заснованој на бајци у стиховима Александра Пушкина. Упркос многим проблемима, укључујући злогласно малтретирање Шостаковича у штампи, филм је био скоро готов и био је похрањен у Ленфилму до 1941. године када је скоро сав уништен у пожару изазваном бомбардовањем Лењинграда. Цехановски је такође заслужан за проналазак графичког звука заједно са Арсенијем Авраамовим и Eвгениј Шолпо. Изазивала их је група коју је предводио Александар ванов, који су направили низ анимираних кратких филмова на основу сопствене идеје о „цртању звука папира“.
Године 1935. Александар Птушко режирао је Нови Гуливер, један од првих дугометражних анимираних филмова на свету који је комбиновао детаљан стоп мотион са живим глумцем (15-годишњи дечак). У филму је приказано од 1.500 до 3.000 различитих лутака са одвојивим главама и разним изразима лица, као и камером и техничким триковима.
Међународни успех филма омогућио је Птушку да отвори сопствену „дивизију 3Д анимације“ у Мосфилму која је такође радила као школа за аниматоре почетнике. За четири године направили су десетак стоп мотион кратких филмова; већина њих, као што су A Fox and a Wolf (1936), засновани су на руском фолклору, традиционалној уметности (уз учешће уметника из Палеха ) и могли су да се гледају у пуном колору захваљујући новоизмишљеном процесу тробојног филма Павел Мершин. Године 1939. Птушко је режирао још један играни филм — Златни кључ према популарној совјетској бајци; такође је комбиновао стоп мотион са живом акцијом, али у мањој мери.
Истовремено, Александар Алексејев, који је побегао у Француску током грађанског рата у Русији, развио је технологију анимације са пинсцреен-ом која је омогућила широк спектар специјалних ефеката постигнутих употребом стотина хиљада иглица које су формирале различите обрасце. Упркос статусу белог емигранта у СССР-у, његови филмови су били добро познати међу руским професионалцима и инспирисали су разне уметнике, од којих је најпознатији Јуриј Норштајн. Данас се обележава као отац руске анимације.
Током 2018. године, Соиузмултфилм, најавио је планове за рестаурацију филмова из своје Златне колекције. Дана 5. децембра 2020. године, Уједињена мрежа „Цинема Парк“ у Русији је рестаурирала и пуштала у биоскоп други део Златне колекције. Издање је пропраћено опцијама гледања на интернету.